# 降龍十八掌
降龍十八掌是金庸武俠小說中最絕頂的武功之一，與「打狗棒法」並列丐幫兩大鎮幫神功，見於《射鵰英雄傳》、《神雕侠侣》、《倚天屠龍記》和《天龍八部》，總共十八式。
《天龍八部》的世紀新修版改為「降龍廿八掌」，後來才由蕭峰及虛竹簡化為十八掌。但新版的廿八掌遭到許多批評。

## 簡介
降龍十八掌為丐幫至剛至陽之鎮幫掌法，主要以威猛力道稱雄江湖，掌勁天下无双而有「古武降龍、天下無敵」的美譽，乃天下第一掌法，大成後足以問鼎江湖。降龍十八掌掌動作簡單無奇，但招招威力無窮，招式简明而劲力精深，要訣在「留有餘力」精要之处全在运劲发力，純凭强猛勁力取胜，故招式並沒有顯重的變化，反倒特別強調內力的運使，每出一掌均有排山倒海之力，威震百里，符合降龍的含義，但由於降龍十八掌過於着重內力，一般情況下常人如達不到內力源源不絕而生的境界，實不宜連績連使，否則便會把勁力反噬自身，有性命之憂。雖然降龍十八掌掌修练门槛本來不高，不需要極高的資質，反倒是刻苦勤勞便可順利修習，是以连郭靖等天资平庸者也可经由苦练而大成，但降龍十八掌的修練條件卻頗為苛刻，非常強調內功基礎，尤其後面幾招須內力深厚至一定程度方可習成，否則有可能會走火入魔，輕則殘廢，重則喪命，元末幫主史火龍便是一例，故數百年來習齊十八掌而大成者寥寥無幾，真正大成者只有北宋中期的幫主汪劍通、蕭峰、南宋中期的幫主洪七公、南宋末年大俠郭靖少數人等，如乔峰以降龙十八掌威震武林，獲得「北蕭峰」的美譽，先後在聚賢莊、少林寺兩次英雄大會以降龍十八掌震懾群雄，並在不同埸合先後把段延慶、丁春秋、慕容復、游坦之等當世高手打敗，連武功高深莫測的少林掃地僧也被蕭峰的降龍十八掌打至重傷；洪七公则以降龙十八掌在華山論劍與當世另外三大當世高手「東邪」黃藥師的「彈指神通」、「南帝」段智興的「一陽指」、「西毒」歐陽鋒的「蛤蟆功」打成平手，這連論劍勝出的「武功天下第一」王重陽等也盡皆稱道，並获得“北丐”的称号，成为天下五绝之一；郭靖则以降龍十八掌鎮守襄陽數十年，抵禦蒙古入侵，降龍十八掌成為抗蒙象徵，郭靖曾多次以降龍十八掌擊退金輪國師等蒙古高手。另外，降龍十八掌由於屬於陽剛的外門頂級武學，雖然已達至剛中有柔，陰陽相輔的境界，但此武功勁力本身過於剛猛霸道，不適合女子修練，故黃蓉、郭芙、郭襄、周芷若這類丐幫中人或有緣接觸降龍十八掌的女子，也未能符合門檻，沒緣習得降龍十八掌。
新版加註降龍十八掌原為廿八掌，從創幫幫主把掌法傳承蕭峰至後時，因為後十招過於繁瑣，且威力卻遠不如前十八掌，在雁門關大戰前蕭峰抱着赴死的決心，但為防絕學失傳，丐幫中衰，於是大戰前蕭峰把降龍十八掌傳給義弟虛竹，再經虛竹和蕭峰刪除重複和改良後，威力更勝一籌，在蕭峰自殺後由虛竹代為把降龍十八掌代傳下任幫主，又輾轉授至洪七公之手，再由洪七公轉傳郭靖，
與打狗棒法只傳幫主不同，降龍十八掌可外傳他人，所以洪七公也教給愛徒郭靖和立有大功的黎生一招「神龍擺尾」，郭靖也曾傳授給徒兒武敦儒、武修文兩兄弟，雖然武氏兄弟把降龍十八掌招式學全，但只能擺出降龍十八掌的招式架子，未能領悟其中的精髓內涵，故此武氏兄弟只懂得降龍十八掌的皮毛，並末真正成功修習降落十八掌。後來，當郭靖女婿耶律齊接任丐幫幫主後，郭靖亦授他降龍十八掌，但因襄陽被攻陷時，礙於時間和本身武功所限，加上郭家眾人多殉國身亡，耶律齊並沒學全，只習得十四掌，此刻的降龍十八掌已變得殘缺不全，後任的幫主也礙於掌法缺陷加上資質問題最多也只練成其中十四掌（《新修版》改成耶律齊學齊十八掌，但其傳人資質有限僅能習得其十四掌），後來傳到史火龍時只剩十二掌，但又因自身內力不濟至走火入魔，導致殘廢，後來史火龍差不多傷愈時，亦曾以降龍十八掌剩下的十二掌對決，但不敵，更被成昆殺害，可見降龍十八掌自襄陽城破後始終因殘缺不存威力大滅，不能再像以往與武林高手交峰，馳名江湖，意味降龍十八掌亦失「天下第一」的地位。在他被成崑殺害後，這門掌法更告失傳，也間接導致丐幫沒落：至於武修文後人武烈雖然也懂得降龍十八掌的全部招式，不如丐幫所得殘缺不存，但礙於祖上本就對降龍十八掌認識不多，加上資質所限，以致即使日夜參透而末有領悟到降龍十八掌的精髓要旨，百年來居然沒一武家成員能練成降龍十八掌。幸好，郭靖殉國之前把《降龍十八掌精義》全套秘笈連同《九陰真經》、《武穆遺書》分別收藏於倚天劍和屠龍刀中（新修版把《降龍十八掌精義》全套秘笈連同《九陰真經》、《武穆遺書》改為收藏在桃花島，而刀劍改為收藏桃花島的位置和地圖），以供後人復國之用，最終由周芷若獲得屠龍刀和倚天劍，並取得藏在劍內《降龍十八掌精義》，但由於周芷若身為女子不能修習，便把降龍十八掌置之不理，未有傳承或把精義交還丐幫，最後降龍十八掌精義雖輾轉由張無忌獲得，但張無忌並沒有修習，亦無刻意傳承下去，故年代在倚天之後的作品再無人會使降龍十八掌，降龍十八掌徹底失傳。
降龍十八掌的大部分招式的名字由《易經》而來，包括：
第一式　亢龍有悔（乾卦上九）《彖》曰：“‘亢龍，有悔’，盈不可久也。”
其招式为左腿微屈，右臂內彎，右腳踏乾位，左掌劃圈，右掌向外推去。為本掌最出名的招式。
第二式　飛龍在天（乾卦九五）《彖》曰：“‘飛龍在天’，大人造也。”
此式躍起凌空，居高下擊，先聲奪人！以一飛沖天之式上躍雙膝微曲，提氣丹田，待覺真氣上升，放鬆肌骨，存想玉枕穴間，急發掌勁取敵首、肩、胸上三路。
第三式　見龍在田（乾卦九二）《彖》曰：“‘見龍在田’，德施普也。”“見龍在田，利見大人。”
这一招是用于狭小空间的防身之术，它或为缓冲高手绵密不绝的攻势之用。在金輪法王偷襲楊過時，郭靖為保護楊過和小龍女，使出此招，震開金輪法王。
第四式　鴻漸於陸（漸卦九三）鴻漸于陸，夫徵不復，婦孕不育，兇。利禦寇。《彖》曰：“夫徵不復，離群醜也。婦孕不育，失其道也。”
此招之用，在一個巧字，藏巧於拙，用羽為儀。
第五式　潛龍勿用（乾卦初九）《彖》曰：“‘潛龍，勿用’，陽在下也。”
此招勁收於內凝而不發，但若有敢試其鋒芒者，必受其殃。右手屈起食中二指，半拳半掌，向敌人胸口打去，左手同时向里钩拿，右推左钩，让敌人难以闪避。这是一种左右夹击的攻势，让人无处可避，尽在自己的掌握之中。
第六式　利涉大川（斷占詞，大畜、同人、未济等卦多次出现）同人于野，亨。利涉大川，利君子貞。
逼退敌人之招式，用意在于使敌人勿近其身，以为自保。
第七式　尺蠖之屈：（乾卦九三）《彖》曰：“終日乾乾，反覆道也。”《繫辭下》曰：“‘尺蠖之屈’，以求信也。”
此招退步侧身，双掌下挥，由下收之，自上攻之。
第八式　或躍在淵（乾卦九四）《彖》曰：“‘或躍在淵’，進无咎也。”
此招虚步下蹲，柔以接物，双掌上挥，上收下攻
第九式　雙龍取水（出處：佛經）
原文僅說雙掌齊發，前後文未提及降龍十八掌。
第十式　神龍擺尾（原名履虎尾，履卦九四）《彖》曰：“眇能視，跛能履，履虎尾，咥人。”
這招專攻背後之人，勁道奇猛，實為降龍十八掌的救命絕招。
第十一式　突如其來（離卦九四）突如其來如，焚如，死如，棄如。《彖》曰：“‘突如其來如’，無所容也。”
此招功如其名，去勢奇快，攻其不備，最易出奇制勝。
第十二式　時乘六龍（乾卦彖辞）《彖》曰：“大哉乾元，萬物資始，乃統天。雲行雨施，品物流形。大明終始，六位時成，‘時乘六龍’以御天。乾道變化，各正性命。保合大和，乃利貞。首出庶物，萬國咸寧。”
第十三式　密雲不雨（損卦彖辭）《彖》曰：“小畜，柔得位而上下應之，曰小畜。健而巽，剛中而志行，乃亨。‘密雲不雨’，尚往也。自我西郊，施未行也。”《象》曰：“風行天上，小畜。君子以懿文德。”
第十四式　損則有孚（損卦彖辭）損，有孚，元吉。無咎，可貞。利有攸往。曷之用，二簋可用享。《彖》曰：“《損》，損下益上，其道上行。‘損而有孚’，元吉。無咎，可貞。利有攸往。曷之。”
第十五式　龍戰於野（坤卦上六）《彖》曰：龍戰于野，其血玄黃。“‘龍戰于野’，其道窮也。”
真氣通五樞、維道、足臨泣、中封、中都、凝氣二間、商陽。左臂右掌，均是可虛可實，非拘一格。用虛實相生，陰陽相參的手法擾亂對方，自己則可以趁虛而入，是一式誘敵策。
第十六式　履霜冰至（坤卦初六）履霜，堅冰至。《彖》曰：“‘履霜，堅冰’，陰始凝也。馴致其道，至‘堅冰’也。”
肘往上微抬，右拳左掌，直击横推，一快一慢的打出去。掌法之中刚柔并济，正反相成，实是妙用无穷，为“降龙十八掌”中较为阴柔的一技。
第十七式　羝羊觸藩（大壯卦上六）《彖》曰：“‘羝羊觸藩’，羸其角。”“羝羊觸藩，不能退，不能邃。”
原文僅說雙手連劍帶掌，並未提及是否為十八掌之一。意欲以掌力内功和着全身的体重，以快速的步伐，让敌人避无可避射无可射，其姿态就如一只受到刺激的羊一样，不顾一切地想冲出栅栏，威力相当惊人。
第十八式　震惊百里（震卦初九）辭曰：「震亨，震來虩虩，笑言啞啞。震惊百里，不喪匕鬯。」
原文僅說為洪七公的招式，前後文未提及降龍十八掌。

## 出入
該武功在金庸小說中有出入。在《射鵰英雄傳》初版中，洪七公曾說這些有一半是自創的，但是在《天龍八部》中，丐幫幫主蕭峰學會了全部十八式，且至死都未收徒授藝，前後矛盾。後來在第三版時才修正成洪七公僅為傳承者，並無自創招式。

## 改編自降龍十八掌的武功
由於金庸所創造武功「降龍十八掌」之名氣甚大，因此在之後出現了許多參考或托名「降龍十八掌」的武功。

### 武狀元蘇乞兒
降龍十八掌亦在周星馳主演的電影《武狀元蘇乞兒》中出現，與金庸小說的版本相似，這門武功同屬於丐幫幫主相傳的。
1. 亢龍有悔
2. 神龍擺尾
3. 黑龍偷心
4. 雙龍出海
5. 見龍在田
6. 龍飛鳳舞
7. 飛龍在天
8. 伏虎降龍
9. 縮龍成寸
10. 龍蛇混雜
11. 龍的傳人[5]
12. 龍鳳呈祥
13. 龍馬精神
14. 望夫成龍[5]
15. 殺龍有悔

### 龍虎門
由黃玉郎所著的經典香港漫畫《龍虎門》中，主角之一的王小龍曾修習降龍十八掌。另一主角王小虎亦修習了由降龍十八掌引申而來的降龍十八腿。
龍虎門的降龍十八掌:
1. 見龍在田：轉守為攻的一招，可拆解敵人擒拿，順勢反攻，使出又重又快的拍擊。
2. 飛龍在天：騰躍半空，居高向下轟擊，威力奇       大的一式，由上而下給予敵人痛擊。
3. 鴻漸於陸：此招在於一個巧字，藏巧於拙，乃退敵之招式，運掌使敵人難以埋身。
4. 潛龍勿用：此招勁收於內凝而不發，敵人若有敢試其鋒而硬碰者，必難倖免，勢受必遭其殃。
5. 利涉大川：此招表面聲勢平平無奇，實質上猛力聚於掌，能硬生生震碎中招者全身筋脈。
6. 神龍擺尾：這招專攻背後突襲之人，如生後眼，勁道奇猛，乃解危自救的絕招。
7. 突如其來：招如其名，去勢奇快，攻其不備，出奇制勝，在對手未及反應前，給予致命一擊。
8. 雙龍取水：攻勢一分為二，看似平常，但功力與身法瞬間倍增，殺敵一個措手不及。
9. 時乘六龍：六龍齊出，浩然勢大，蓋地鋪天，為降龍十八掌中最具王道正氣的一招。
10. 龍戰在野：臨危激發奮力一擊，有進無退，此招一出姦邪辟易！
11. 履霜冰至：初時似柔弱無力，但如敵人膽敢進招，就如暴雪突降，後勁無窮。這招正好說明降龍十八掌剛中可柔。
12. 亢龍有悔：降龍十八掌中最強絕招，霸力當世無敵，其厲害之處乃招盡時仍留餘力，無懼敵人垂死反撲。
13. 左右神龍：左右兩掌如雙龍角力，力勁於敵人體內交纏惡鬥，大肆破壞，造成嚴重內傷。
14. 蛟龍翻江：翻飛跳躍，有若龍騰九霄，以強大爆發力，施以迅殺。
15. 狂龍亂舞：掌影如浪千重，勢道如雷似電，震驚百里，威力無疑！
16. 神龍降世：由上而下，雙招既急且快，有如異軍突起，讓敵人防不勝防，
17. 龍游天地：掌勢來去不定，勁若風雲色變，卸守、游斗兩皆宜。
18. 龍騰五嶽：此招蓄勢待發，勁分五重，敵人中一掌如遭五擊，萬劫不復。

### 射鵰英雄傳之東成西就
由香港名導王家衛監製、劉鎮偉執導的賀歲喜劇《射鵰英雄傳之東成西就》，內容雖改編自金庸同名小說，但此版的洪七公（張學友）所使降龍十八掌部分招名卻與原著略有不同。
1. 戰龍在野（還分「一野」、「二野」、「三野」）
2. 飛龍在天
3. 亢龍有悔
4. 劍龍在天
5. 青龍取水
6. 蒼龍出洞
7. 神龍擺尾
8. 龍嘯九天